# Jean II de Beauvau (évêque)

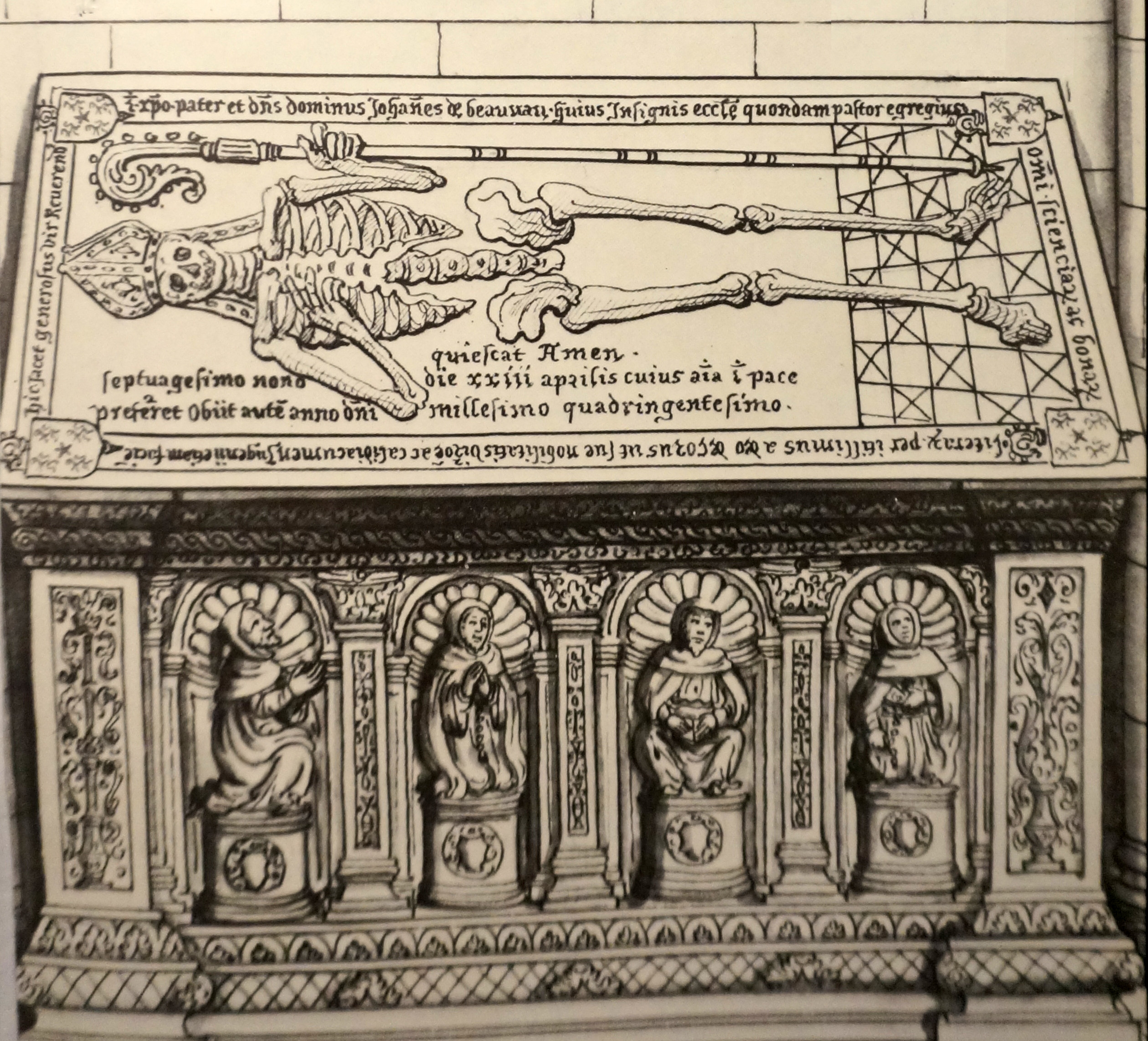
Gisant l'évêque.

Jean II de Beauvau, mort le 23 avril 1479, fut évêque d'Angers de 1447 à 1463, puis administrateur du même diocèse de 1476 à 1479. Il est le premier abbé commendataire de l'Abbaye de Fontaine-Daniel, abbé de Montmajour d'Arles, administrateur de l'archevêché d'Arles, chancelier de René d'Anjou, duc d'Anjou, roi de Sicile.

## Biographie

### Famille
Jean est fils de Bertrand de Beauvau, chevalier, seigneur de Précigny, et de sa première épouse, Jeanne de La Tour Landry, d'une famille noble angevine.

### Evêque d'Angers
Entré dans les ordres, il est pourvu d'une prébende à la cathédrale d'Angers. Il fut élu évêque du diocèse d'Angers le 27 octobre 1447  par le pape Nicolas V, par le chapitre de cette ville, et à la sollicitation de Charles VII, et sacré en 1450.
Entre 1448 et 1465, Jean de Beauvau fait entièrement reconstruire le château de Villevêque, résidence épiscopale des évêques d'Angers.
En 1462, il entre en conflit avec le chapitre de la cathédrale à cause de la violation de leurs privilèges, fait mettre en prison un chapelain de la cathédrale.
En 1463, il voulut prendre possession de sa commende de l'Abbaye de Fontaine-Daniel, par procureur, et l'accomplissement de cette formalité fut l'occasion d'un incident : le juge et les officiers du comte du Maine, Charles IV du Maine, qui accompagnaient le mandataire de de Beauveau, ne purent pénétrer dans l'abbaye en raison de la résistance de François Cherot, abbé régulier. Ce dernier porta appel de ces décisions rendues arrière de lui, « par quoy il se sentoit grevé », et il attaqua la validité de la nomination de l'abbé commendataire par divers moyens. Les juges du pourvoi ne s'arrêtèrent pas à discuter le fonds de l'affaire : de Beauveau était nommé abbé commendataire de Fontaine-Daniel et partant avait, suivant eux, le droit d'en prendre possession. Cherot utilisa la procédure qui lui permit « de relever son appellation », et le procès menaçait de continuer, avec des chances de réussite en sa faveur.

### Excommunication
Beauveau est excommunié le 13 novembre 1465 par Giraud Bastet de Crussol, son métropolitain archevêque de Tours, à l'occasion d'un appel interjeté à celui-ci par le chapitre d'Angers. Avec l'excommunication, le siège épiscopal devient alors automatiquement vacant. Jean de Beauvau en avait appelé au pape Paul II.
Alors excommunié, vers 1466, Beauveau invita Chérot à se rendre près de lui sous un prétexte fallacieux. Cherot  « vint à seurté » et fut dupe de sa confiance. L'évêque le fit arrêter et jeter en prison. La geôle de Cherot dura quatre mois, et il ne recouvra la liberté qu'en abandonnant à son ennemi tous ses droits sur Fontaine-Daniel. Ce fait ouvrait la série des méfaits du prélat vis-à-vis de l'Abbaye de Fontaine-Daniel. La contrainte subie par l'abbé régulier empêchait le dessaisissement de celui-ci d'avoir de la valeur. Aussi, à peine
Cherot hors des atteintes de de Beauveau, qu'il reprit son instance son combat. L'évêque d'Angers allégua, pour se justifier, que ce n'était qu'à regret qu'il avait accueilli la résignation de Goulu, prédecesseur de Chérot, en sa faveur. A nouveau, Beauveau fit surprendre son concurrent, l'emprisonna et le retint prisonnier. Les excès de Beauveau eurent un grand retentissement dans les deux provinces du Maine et d'Anjou.

### La charge portée par la Balue
Jean de la Balue, ami de de Beauveau, chanoine et grand vicaire d'Angers, profita de ces excès pour grouper en faisceau tous les faits à la charge de l'évêque. Joignant l'ingratitude à la méchanceté, il réussit à le rendre odieux à Louis XI.
De Beauveau courait à sa perte continuant ses excès. Les officiers du roi furent chargés de mettre François Chérot en liberté et ne pouvaient y parvenir : l'évêque prétendait ignorer ce qu'il était devenu. Cherot passa onze mois en prison, certains actes disent deux ans. Beauveau demeure sourd à toutes les invitations à libérer Cherot, même à celles du pape. Outre la réclusion de Cherot, Beauveau avait aussi fait arrêter trois hommes, qui s'étaient montrés dévoués à la cause de Cherot. Après avoir recouvré la liberté pour la seconde fois, Cherot partit pour Rome afin de demander justice. Louis XI réclamait aussi la condamnation de de Beauveau, poussé par la Balue. Il a été écrit que « Louis XI accueillit sans défiance « les accusations de la Balue contre de Beauveau et sollicita sa déposition auprès du pape Paul II ».
Paul II connaissant l'excommunication déclara, le 4 juin 1467, que ce « prélat avait encouru les censures d'excommunication,
« de suspense et d'interdit, ainsi que de privation de l'église d'Angers et des autres bénéfices qu'il avait obtenus ». Paul II confirma toutefois la destitution de Beauveau en 1467, car « il n'était pas content de l'évêque, qui s'opposait au dessein qu'il avait de renverser la Pragmatique sanction ». La cour de Rome reconnut, « qu'il avait enfreint les saints canons, résisté au Saint-Siège et qu'il était publiquement diffamé par d'abominables forfaits. ». La haute protection du cardinal d'Estouteville, grâce à laquelle de Beauveau devait son élévation à l'épiscopat et son maintien à Angers, malgré son  administration, avait été impuissante à le sauver.

« De par le roy.
Nostre ame et feal, pour les causes que savez dont Jehan de Beauvau, nagueres evesque d'Angiers, a este acuse, qui touchent nostre personne, et aussi pour ce que nous avons este advertiz que nostre oncle le roy de Sicille a fait prandre ung des serviteurs dudit de Beauvau, lequel estoit acuse avecques autres desdiz cas ; et pour ce que la matiere nous touche et qu'il est question de grans cas, nous avons ordonne certains servititeurs dudit de Beauvau estre prins au corps pour savoir et ataindre la verite ; si voulons et vous mandons que incontinant vous faites partir maistre Jehan de Langlee pour aler prandre et saisir au corps ceulx qui sont nommez en la coommission que vous envoyons ; et qu'il les amenne prisonniers par devers nous. Et avecques ce qu'il preigne le double des articles et du proces que nostredit oncle a fait faire contre celluy qu'il detient prisonnier ; aussi qu'il preingne la depposicion de Loys de la chapelle, laquelle a maistre Maturin Beaudet, et luy chargez bien qu'il y face bon devoir ; et gardes bien qu'il n'y ait faulte. Donne a Melay, le VIe jour de juillet [1467].
LOYS (Louis XI).
TOUSTAIN.
A nostre ame et feal chancellier. »

Jean de la Balue laisse l'évêché d'Évreux à son frère Antoine de la Balue et il est transféré le 5 juin 1467 à l'évêché d'Angers. Il en prend possession le 11 février 1468 en remplacement de l'évêque de Beauvau.

### Le retour
Par la sentence précitée du 4 juin 1467, le pape avait ordonné au prélat déposé d'Angers de se retirer à l'Abbaye de la Chaise-Dieu, en Auvergne, qui était de la Congrégation de La Chaise-Dieu, « pour s'y repentir de ses péchés ». Il y attendit que quelque occasion heureuse lui permit de reconquérir son évêché et ses autres bénéfices.
Il profita adroitement de la chute inopinée de Jean de la Balue, favori de Louis XI et sut se rendre ce dernier favorable. Le roi le remit, le 11 octobre 1469, en possession du temporel de l'évêché d'Angers et demanda au pape de lui rendre ses pouvoirs ecclésiastiques. Rome refusa et le chapitre ne consentit pas à accepter la juridiction spirituelle que prétendait exercer de Beauveau. Louis XI soutint de Beauveau, qui garda les biens de la mense épiscopale et s'arrogea des pouvoirs spirituels dans le diocèse. Ceci malgré le chapitre, malgré le métropolitain et même la Cour de Rome. Beauveau finit par prétendre qu'il avait reçu du pape l'absolution ad cautelam.
L'excommunication fut levée par Sixte IV, par sa bulle du 20 mars 1476. Les querelles avec le chapitre et l'archevêque de Tours reprirent rapidement. Il en est de même pour l'Abbaye de Fontaine-Daniel que Beauveau lors de sa prise en main profite pour dépouiller l'église. Les hostilités reprennent avec Jean Courtin, l'abbé régulier, successeur de Cherot.
Jean de Beauvau meurt le 23 avril 1479. Elle termine les différentes dissensions en cours, qui pour Grosse-Dupéron, sont à mettre à l'actif de Louis XI.